# Mohammed Ouseb
Mohammed Charles Ouseb (eigentlich Mohamed; * 17. Juli 1974 in Tsumeb, Südwestafrika) ist ein ehemaliger  namibischer Fußballspieler.
Ouseb spielte von 2001 bis 2003 bei Lyn Oslo in der höchsten norwegischen Liga und stand danach bei den Moroka Swallows unter Vertrag. In den Jahren 2006 bis 2008 nahm Ouseb wegen einer Knieverletzung an keinem Spiel teil und kehre im Oktober 2008 nach Namibia zurück. Er spielt seitdem bei den Orlando Pirates. Am Ende der Saison 2009 trat er als aktiver Spieler zurück.
Ouseb war von 1998 bis 2009 namibischer Fußballnationalspieler.
2016 musste er sich Vorwürfen der Vergewaltigung stellen.

## Erfolge
- 1998/199: „Kick Off“ Fußballer des Jahres in Südafrika[4]